# Claustrofobia
A claustrofobia é a fobia que se caracteriza pelo medo ou desconforto de estar em lugares fechados, trancados.